# Villa mutua
Villa mutua är en tvåvingeart som först beskrevs av Walker 1849.  Villa mutua ingår i släktet Villa och familjen svävflugor. Inga underarter finns listade i Catalogue of Life.